# Vlag van de Amerikaanse Maagdeneilanden

Vlag van de Amerikaanse Maagdeneilanden

De vlag van de Amerikaanse Maagdeneilanden werd aangenomen op 17 mei 1921. Zij bestaat uit een wit veld met daarop een vereenvoudigde afbeelding van het Great Seal of the United States, die geplaatst is tussen de letters V en I. Deze letters staan voor Virgin Islands, "Maagdeneilanden". De adelaar houdt in zijn ene klauw een olijftak en in zijn andere drie pijlen, die voor de drie grootste eilanden staan: Saint Thomas, Saint John en Saint Croix.

## Geschiedenis

Koloniale vlag gebruikt in Deens-West-Indië tot 1917.

Voor Overdrachtsdag 1917 gebruikte het Deense koloniale bestuur een eenvoudige vlag die was gemodelleerd naar het blauwe vaandel met de vlag van Denemarken in het kanton. In de volksmond wordt gezegd dat de Deense vlag uit de lucht is komen vallen tijdens een veldslag in 1219 van de Deense koning Waldemar II tijdens de Livonische kruistocht tegen de Esten. Het Scandinavisch kruis op de vlag staat voor het christendom.
Het idee voor een vlag voor de Amerikaanse Maagdeneilanden begon met de regering van admiraal Sumner Ely Wetmore Kittelle, die op 26 april 1921 werd beëdigd als gouverneur van de eilanden. Hij benaderde mr. White, kapitein van de Grebe, en Percival Wilson Sparks, een cartoonist, en vroeg hen om suggesties voor een vlagontwerp. Sparks tekende meteen een ontwerp op papier. Daarna bracht Sparks het over op zwaar katoenen materiaal en vroeg vervolgens zijn vrouw Grace en haar zus Blanche Joseph om het ontwerp te borduren. Het latere resultaat was wat de vlag van de Verenigde Staten van de Maagdeneilanden werd.

## Transfer Day
Transfer Day herdenkt de overdracht van de soevereiniteit over de eilanden van Denemarken naar de Verenigde Staten, die voor het eerst werd gemarkeerd tijdens een officiële ceremonie in 1917 door het strijken van de Deense vlag en het hijsen van de Amerikaanse vlag in Charlotte Amalie. De Verenigde Staten hadden de Maagdeneilanden gekocht van Denemarken voor 25 miljoen dollar, wat uiteindelijk betekende dat de vlag moest worden veranderd om de Verenigde Staten te vertegenwoordigen.